# Jerdy Schouten
Jerdy Schouten (ur. 12 stycznia 1997 w Hellevoetsluis) – holenderski piłkarz, grający na pozycji pomocnika w PSV Eindhoven oraz w reprezentacji Holandii.

## Kariera klubowa
Jest wychowankiem ADO Den Haag. W latach 2019–2022 grał w Heerenveen. Debiut w Eredivisie zaliczył 10 grudnia 2016 r. w meczu przeciwko NEC.

## Statystyki kariery

### Klubowe
(aktualne na dzień 19 maja 2024)
| Klub               | Sezon              | Liga               | Liga  | Liga   | Puchar kraju | Puchar kraju | Europa | Europa | Inne  | Inne   | Suma  | Suma   |
| Klub               | Sezon              | Liga               | Mecze | Bramki | Mecze        | Bramki       | Mecze  | Bramki | Mecze | Bramki | Mecze | Bramki |
| ------------------ | ------------------ | ------------------ | ----- | ------ | ------------ | ------------ | ------ | ------ | ----- | ------ | ----- | ------ |
| ADO Den Haag       | 2016/17            | Eredivisie         | 2     | 0      | 1            | 0            | —      | —      | —     | —      | 3     | 0      |
| Telstar            | 2017/18            | Eerste Divisie     | 37    | 4      | 1            | 0            | —      | —      | 2     | 0      | 40    | 4      |
| Excelsior          | 2018/19            | Eredivisie         | 31    | 1      | 1            | 0            | —      | —      | 2     | 0      | 34    | 1      |
| Bologna            | 2019/20            | Serie A            | 19    | 0      | 1            | 0            | —      | —      | —     | —      | 20    | 0      |
| Bologna            | 2020/21            | Serie A            | 34    | 1      | 1            | 0            | —      | —      | —     | —      | 35    | 1      |
| Bologna            | 2021/22            | Serie A            | 17    | 1      | 1            | 0            | —      | —      | —     | —      | 18    | 1      |
| Bologna            | 2022/23            | Serie A            | 20    | 0      | 3            | 0            | —      | —      | —     | —      | 23    | 0      |
| Bologna            | Łącznie            | Łącznie            | 103   | 2      | 6            | 0            | 0      | 0      | 0     | 0      | 96    | 2      |
| PSV                | 2023/24            | Eredivisie         | 29    | 4      | 2            | 0            | 9      | 0      | 1     | 0      | 40    | 4      |
| PSV                | Łącznie            | Łącznie            | 29    | 4      | 2            | 0            | 9      | 0      | 1     | 0      | 40    | 4      |
| Łącznie w karierze | Łącznie w karierze | Łącznie w karierze | 202   | 11     | 11           | 0            | 9      | 0      | 4     | 0      | 226   | 11     |

### Reprezentacyjne
| Reprezentacja | Rok     | Mecze | Bramki |
| ------------- | ------- | ----- | ------ |
| Holandia      | 2022    | 1     | 0      |
| Holandia      | 2023    | 1     | 0      |
| Holandia      | 2024    | 4     | 0      |
| Ogólnie       | Ogólnie | 6     | 0      |